# Ortografía armenia reformada
La ortografía armenia reformada es una ortografía surgida de la reforma del alfabeto armenio que se puso en práctica en la Unión Soviética  entre 1922 y 1924. Esta fue rechazada por la comunidad de la diáspora armenia, que en su mayor parte hablan del armenio occidental y continúan usando la ortografía armenia clásica. Aunque es escasamente utilizada fuera de la República de Armenia y de los estados postsoviéticos (especialmente Georgia y Rusia), es la ortografía oficial que se utiliza en la República de Armenia.

## Historia
| Ejemplos           | Ejemplos             |
| Ortografía clásica | Ortografía reformada |
| ------------------ | -------------------- |
| Հայերէն            | Հայերեն              |
| Յակոբ              | Հակոբ                |
| բացուել            | բացվել               |
| քոյր               | քույր                |
| Սարգսեան           | Սարգսյան             |
| եօթ                | յոթ                  |
| ազատութիւն         | ազատություն          |
| տէր                | տեր                  |
| Արմէն              | Արմեն                |
| Արմինէ             | Արմինե               |
| խօսել              | խոսել                |
| Սարօ               | Սարո                 |
| թիւ                | թիվ                  |
| Եւրոպայ            | Եվրոպա               |

Una de las políticas más exitosas y significativas de la desaparecida Unión Soviética fue el crecimiento de la alfabetización de la población general, que comenzó a inicios de la década de 1920 y, muy probablemente, causó la reforma de la ortografía del armenio. Esta reforma, junto con varias otras reformas, resultaron en una alfabetización de prácticamente el 90% de la población a inicios de la década de 1950. Aunque la ortografía de la lengua armenia fue cambiada por esta reforma, difícilmente se puede caracterizar este cambio como una simplificación. De hecho, algunas otras naciones de la desaparecida Unión Soviética cambiaron completamente su escritura desde el alfabeto árabe (en las naciones del Asia Central (del árabe al cirílico) y en Moldavia (del alfabeto latino al alfabeto cirílico). Aun así, este fue un paso relativamente progresista en el espíritu de estos desarrollos históricos en la medida que no frenó la capacidad de todas las naciones soviéticas desaparecidas de desarrollar su literatura, su educación, investigación y ciencia. La ortografía original se conoce hoy en día como ortografía armenia clásica (armenio: դասական ուղղագրութիւն dasakan uġġagrut'yun), y también se refiere a veces como ortografía de Maixtots (մաշտոցյան ուղղագրություն), llamada así en honor a Mesrob Maixtots, el inventor del alfabeto armenio al año 405.

## Asuntos sociales y políticos
Desde el establecimiento de la tercera República de Armenia el 1991, ha habido un movimiento marginal en algunos círculos académicos armenios para reinstaurar la ortografía clásica como política oficial en Armenia. Algunos miembros de la iglesia armenia en Armenia también apoyan el uso de la ortografía clásica.   Sin embargo, ni los círculos oficiales, o la población general, o las comunidades pedagógicas y científicas en Armenia ven la necesidad o la lógica de revertir una reforma de unos cien años de antigüedad y restaura las reglas ortográficas antiguas.

## Regulaciones de la ortografía reformada
Los casos donde la pronunciación ha cambiado en el curso del tiempo, se debería escribir, hoy en día, tal como se pronuncia. Este principio es relevante para las parejas de letras յ / հ, ու / վ y los diptongos ոյ / ույ, եա / յա, եօ / յո, իւ / յու.
También se hacen los cambios siguientes más complejos:
- El dígrafo ու / u / se convierte en una letra completa e independiente en el lugar 34.º del alfabeto.
- Las letras «է» y «օ» fueron borradas del alfabeto, pero se reinstauraron el 1940.[4] Desde entonces, se escriben solo al inicio de una palabra y en palabras compuestas. ե o ո son usadas respectivamente en sus lugares. Las únicas excepciones son ով / ov / «que» y ովքեր / ovk h ɛɾ / «aquellas (personas)" y el tiempo presente verbal de «ser»: եմ / me / «Yo soy», ես / es / «tú eres », ենք / enk h /« nosotros somos », եք / ek h /« vosotros sois », են / en /« ellos son ».
- La letra «ւ» no es más una letra independiente, y aparece únicamente como un componente de «ու». En su lugar, se escribe «վ».
- La ligadura «եւ» se abolió inicialmente, pero el 1940 se convirtió en una letra completa e independiente en el lugar 37 del alfabeto. Algunas palabras escritas originalmente con "եվ» se escriben ahora con esta letra.
- En la ortografía del condicional, se añade «կ» directamente (sin un apóstrofo entre las vocales o «ը» antes de consonantes).